# زادنی ویدری
زادنی ویدری (به لاتین: Zadní Vydří) یک منطقهٔ مسکونی در جمهوری چک است که در شهرستان ییهلاوا واقع شده‌است. زادنی ویدری ۳٫۸۴ کیلومتر مربع مساحت و ۵۲ نفر جمعیت دارد و ۵۱۲ متر بالاتر از سطح دریا واقع شده‌است.